# Bella Unión Airport
Bella Unión Airport är en flygplats i Bolivia.   Den ligger i departementet Beni, i den norra delen av landet, 600 kilometer norr om huvudstaden Sucre. Bella Unión Airport ligger 141 meter över havet.
Terrängen runt Bella Unión Airport är mycket platt. Trakten runt Bella Unión Airport är nära nog obefolkad, med mindre än två invånare per kvadratkilometer.. Det finns inga samhällen i närheten.
Omgivningarna runt Bella Unión Airport är huvudsakligen savann.